# Nazionale di atletica leggera della Svezia
La nazionale di atletica leggera della Svezia è la rappresentativa della Svezia nelle competizioni internazionali di atletica leggera riservate alle selezioni nazionali.

## Bilancio nelle competizioni internazionali
La nazionale svedese di atletica leggera vanta 28 partecipazioni ai Giochi olimpici estivi su 29 edizioni disputate, con un bottino di 21 medaglie d'oro, 22 d'argento e 41 di bronzo.
L'atleta svedese più medagliato alle Olimpiadi è Eric Lemming, che in carriera ha conquistato 3 medaglie d'oro olimpiche tra il 1908 e il 1912, a cui si aggiungono un oro e due bronzi ai Giochi olimpici intermedi del 1906 (più un ulteriore bronzo vinto nel tiro alla fune).
Per quanto riguarda il bilancio della Svezia ai Mondiali, essa occupa la 21ª posizione nel medagliere della competizione outdoor, mentre è in 11ª posizione in quello delle gare al coperto. Relativamente ai campionati continentali, agli Europei la Svezia è posizionata al 10º posto del medagliere generale.